# Dom Eliseu

Dom Eliseu este un oraș în Pará (PA), Brazilia.